# Lipová-lázně
Lipová-lázně es una localidad situada en el distrito de Jeseník, en la región de Olomouc, República Checa. Tiene una población estimada, a principios del año 2022, de 2067 habitantes.
Está ubicada al norte de la región, sobre la parte oriental de los montes Sudetes, a poca distancia de la frontera con Polonia y de la región de Moravia-Silesia.